# Mont-de-l'Enclus
Mont-de-l'Enclus (in olandese Kluisberg) è un comune belga di 3 579 abitanti, situato nella provincia vallona dell'Hainaut.